# 赤澤元造
赤澤 元造（あかざわ もとぞう、1875年（明治8年）8月10日 - 1936年（昭和11年）5月12日）は、日本の牧師、日本メソジスト教会第4代監督、青山学院第5代理事長。

## 略歴
1875年（明治8年）に岡山県に生まれる。1888年（明治21年）にキリスト教に入信し京都で受洗する。1895年（明治28年）に米国ハワイに行った時に、木原外七に出会い、木原より影響を受けて直接献身を決意する。その後、米国ヴァンダービルト大学で神学を学ぶ、その後卒業し、帰国後に日本メソジスト教会 の牧師になる。大阪、神戸などで伝道牧会をする。
日本メソジスト教会の伝道局長を経て、1930年（昭和5年）から1936年に没するまで、日本メソジスト教会第4代監督を務めた。1930年には、第5代青山学院大学理事長に就任する。
晩年、ホーリネス分裂事件に際して、渡辺善太、阿部義宗、吉崎俊雄らと共に中田重治監督側と委員側の調停に関わる。赤澤は丹毒で死を覚悟した時も、遺言として阿部義宗に調停を託する。自宅に、中田重治・あやめ夫妻と委員側と共に会食したり調停に奮闘するが、ホーリネス教会の和協分離を見ずして死去する。

## 著書
- ジョン・ウェスレー 著、赤澤元造 訳『基督者の完全』日本基督教興文協会、1918年7月。NDLJP:943965。
  - ジョン・ウェスレー 著、赤澤元造 訳『基督者の完全』（改訂3版）教文館、1936年。NDLJP:1216421。
  - ジョン・ウェスレー 著、赤澤元造 訳『基督者の完全』（復刻版）IGMWMM出版協会、1952年8月。NDLJP:2938889。
- 赤澤元造、酒井長吉『メソヂスト教会・日本美普教会』東方書院〈日本宗教講座〉、1935年2月。NDLJP:1034363。